# Сад растений (Париж)
Сад расте́ний Пари́жа (фр. Jardin des plantes de Paris) — открытый для публики ботанический сад в 5-м округе Парижа, между Парижской мечетью, университетским городком Жюсьё и Сеной. Является частью Национального музея естественной истории. Занимает площадь 23,5 га.

## История
Cад растений создан указами короля Людовика XIII 1626 и 1635 годов. До Великой французской революции директором сада служил Бюффон.
Зверинец ботанического сада (фр. ménagerie du Jardin des Plantes) открылся в 1794 году; сам сад был обустроен в XIX веке.

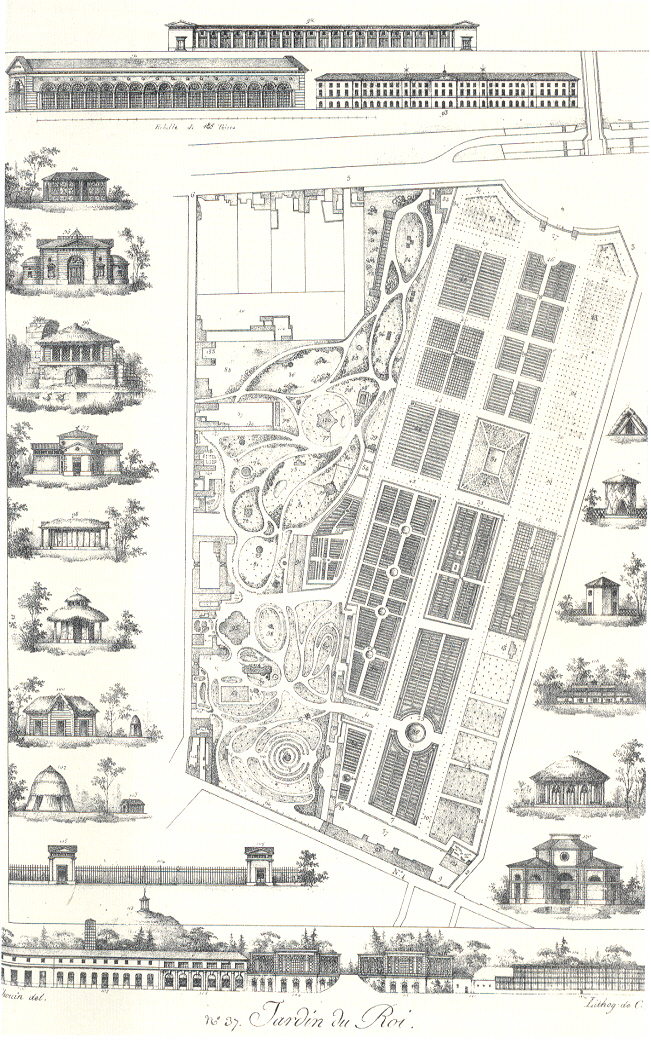
План Сада растений, 1820

Во время немецкой осады Парижа в ходе Франко-прусской войны (1870—1871) руководство зверинца объявило, что не может прокормить животных и стало предлагать их на мясо. В дело пошли почти все животные, содержавшиеся в зверинце, в том числе два азиатских слона — Кастор и Поллукс. Владелец Английской мясной лавки (Boucherie Anglaise) на бульваре Осман М. Дебу купил их за 27 000 франков за пару, ему удалось сделать прибыль на этой покупке: мясо с туловища продавалось в качестве деликатеса по 40 или 45 франков за фунт, с других частей — приблизительно за 10-14 франков за фунт. Блюда из животных зоопарка подавались в ресторанах для богатой публики, в то время как бедняки ели собак, кошек, крыс и мышей.
По окончании франко-прусской войны были предприняты меры по восстановлению зоопарка, тем более, что некоторые животные уцелели: никто не решился купить гиппопотама за 80 тысяч франков, а также львов, тигров и обезьян.
В меню рождественского ужина в ресторане «Вуазен» в декабре 1870 года значились фаршированная ослиная голова, слон, антилопа, верблюд, медведь, кошка и крыса. Его составил шеф-повар Александр Этьен Шорон.
В 2011 году ботанический сад был обновлён в рамках программы преобразования Музея естественной истории.

## Известные обитатели
- 1862—1865 — Джамбо (слон)
- до декабря 1870 — слоны Кастор и Поллукс.
- 1863—2009 — Кики (черепаха)[5]

## Галерея

План Сада растений
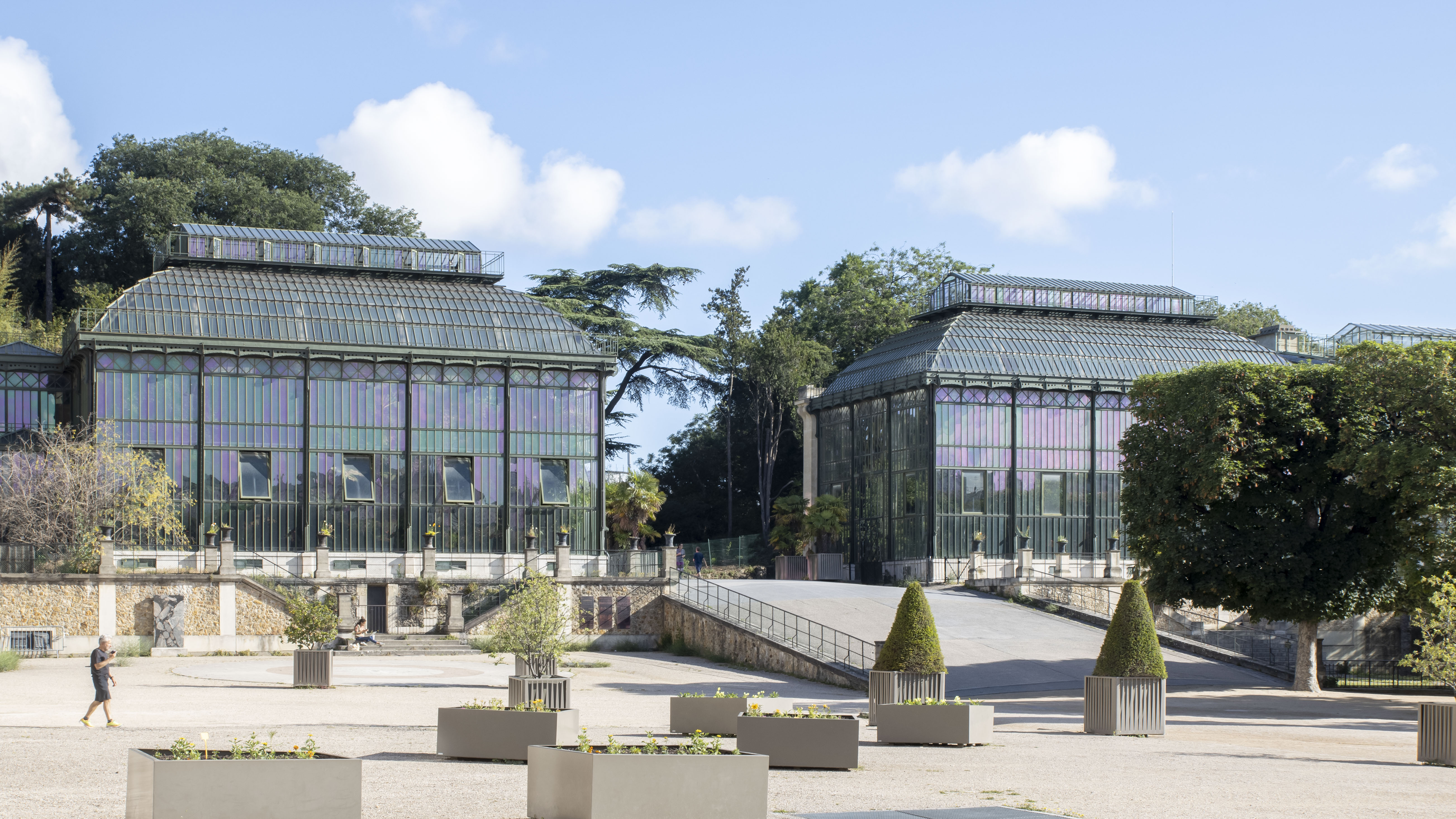
Теплица постройки 1834—1836 гг. арх. Чарльз Рохо де Флери[англ.]
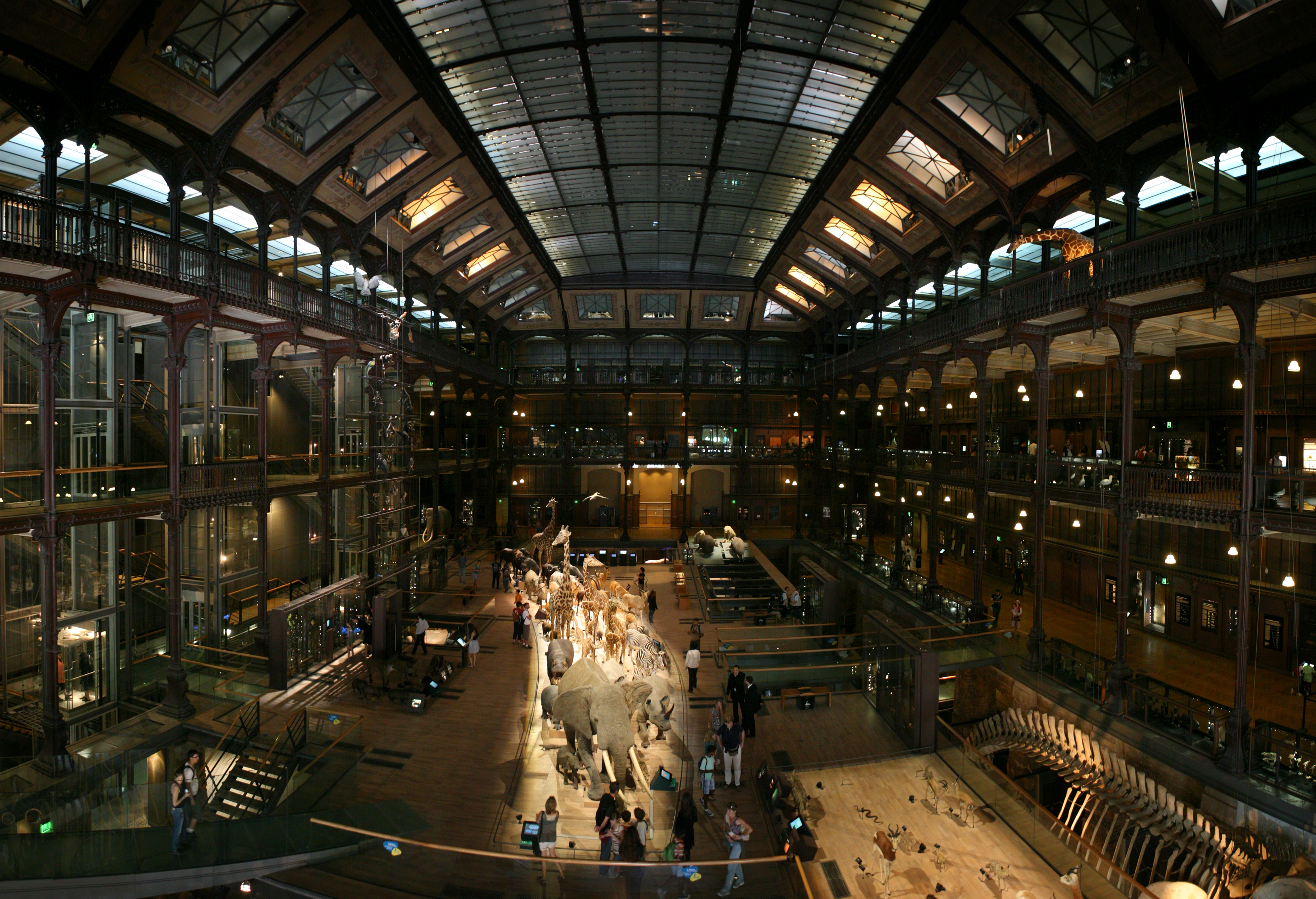
Внутри Великой галереи эволюции
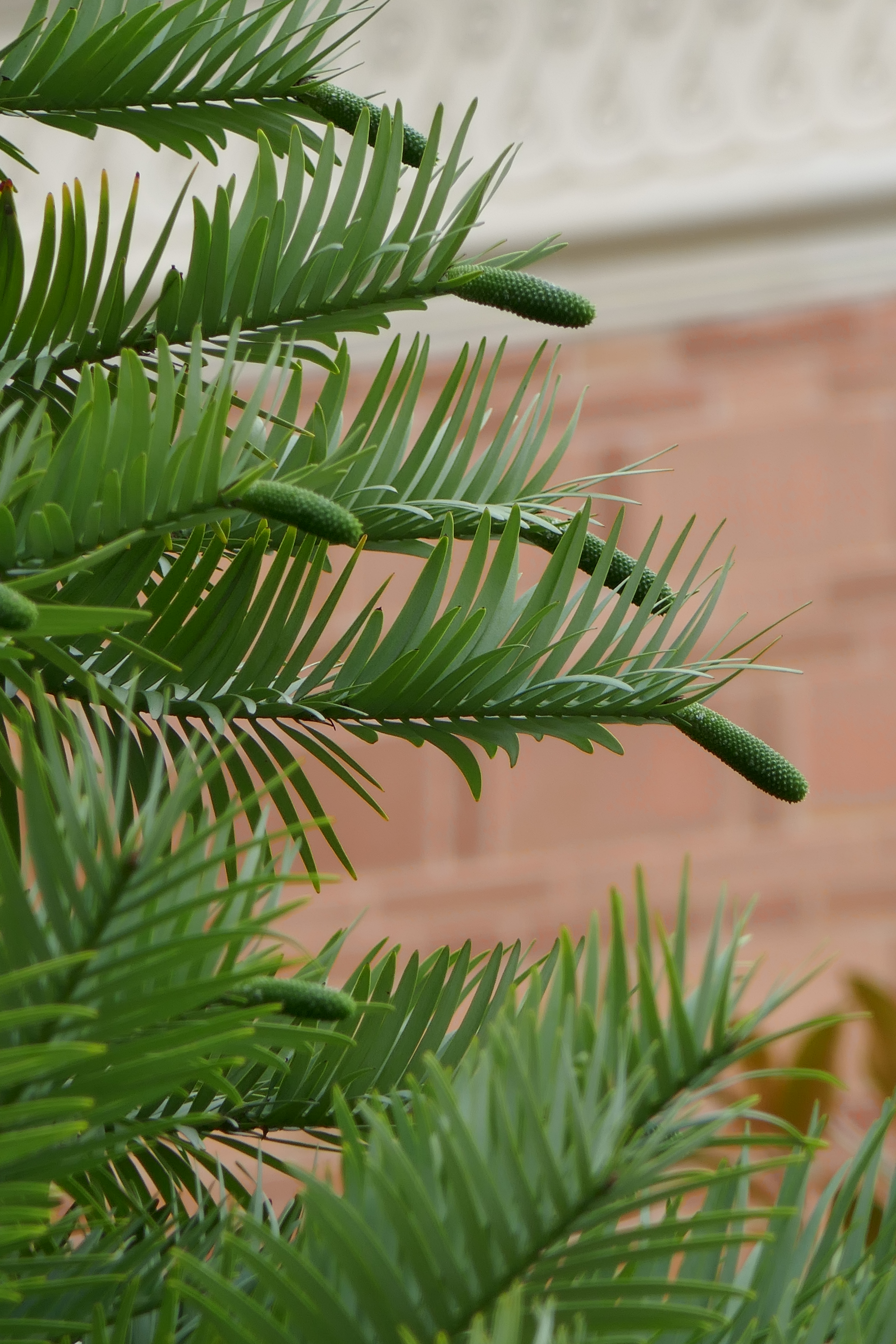
Воллемия благородная
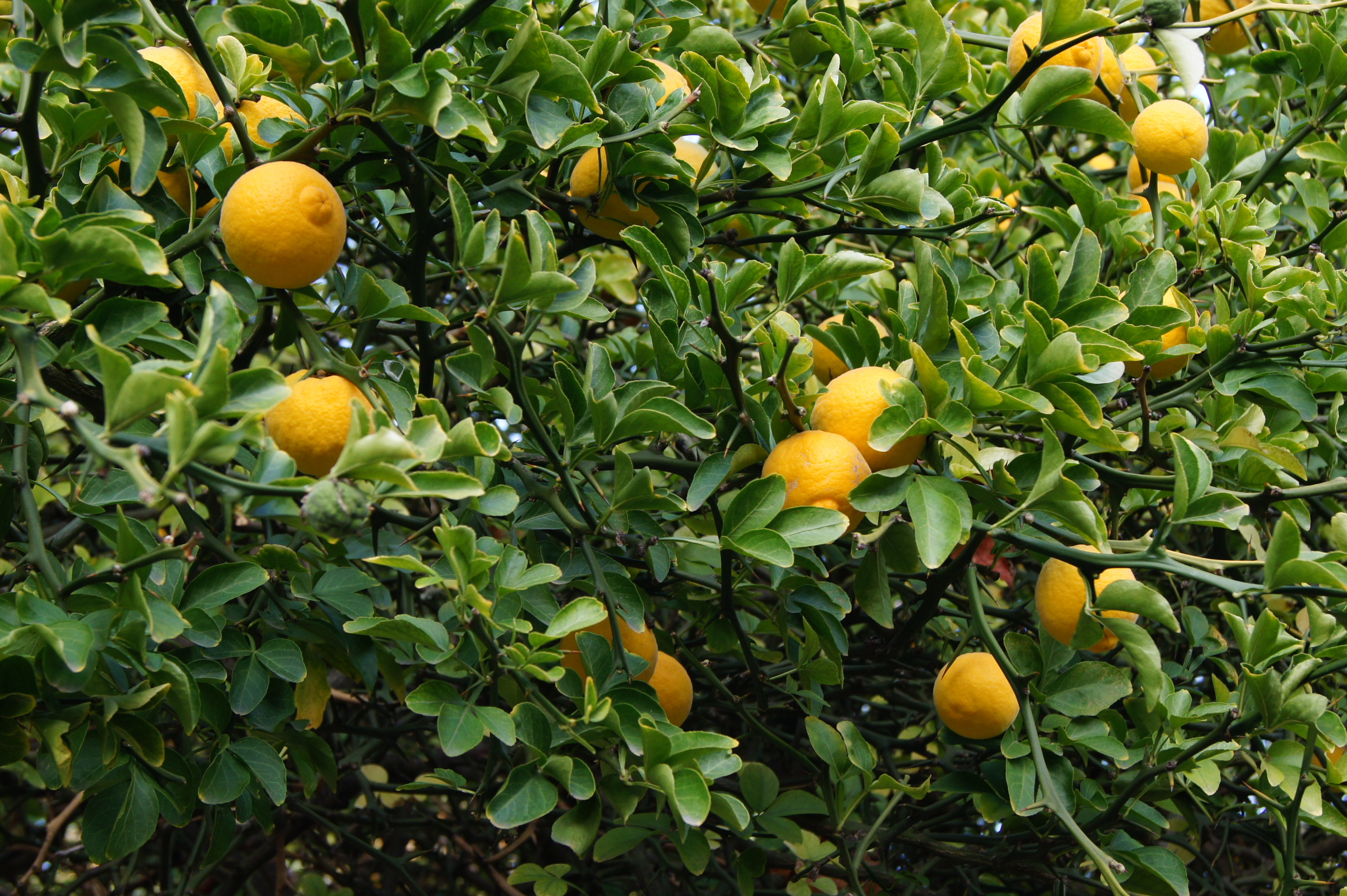
Понцирус трёхлисточковый
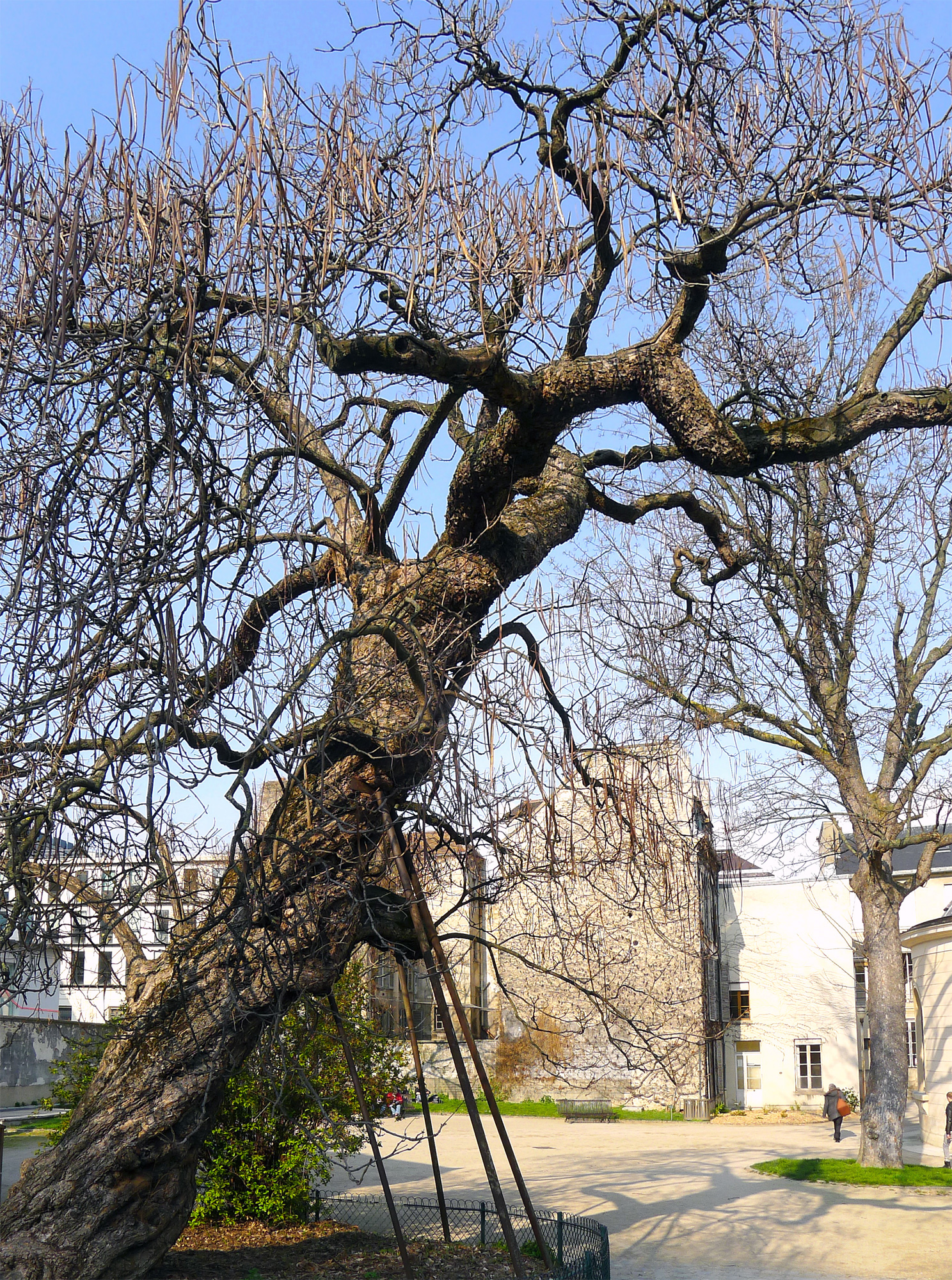
Катальпа